# Лужки (Лотошинский район)
Лужки́ — деревня в Лотошинском районе Московской области России.
Относится к городскому поселению Лотошино, до реформы 2006 года относилась к Михалёвскому сельскому округу. Население — 12 чел. (2010).

## География
Расположена в южной части городского поселения, примерно в 6 км к юго-западу от районного центра — посёлка городского типа Лотошино, на левом берегу реки Издетели. Соседние населённые пункты — деревни Михалёво и Старое Лисино. Автобусная остановка на автодороге Р90.

## Исторические сведения
В «Списке населённых мест» 1862 года Золотые Лужки — владельческая деревня 2-го стана Волоколамского уезда Московской губернии по правую сторону Зубцовского тракта, при реке Издетели, в 34 верстах от уездного города, с 28 дворами и 196 жителями (89 мужчин и 107 женщин).
До 1919 года входила в состав Кульпинской волости. Постановлением НКВД от 19 марта 1919 года была передана в Лотошинскую волость.
По материалам Всесоюзной переписи населения 1926 года относилась к Старо-Лисинскому сельсовету, в ней проживало 324 человека (152 мужчины, 172 женщины), насчитывалось 61 крестьянское хозяйство.
С 1929 года — населённый пункт в составе Лотошинского района Московской области.

## Население
| 1852 | 1859 | 1926 | 2002 | 2006 | 2010 |
| ---- | ---- | ---- | ---- | ---- | ---- |
| 211  | ↘196 | ↗324 | ↘18  | →18  | ↘12  |